# Восстание в Сванетии (1875—1876)

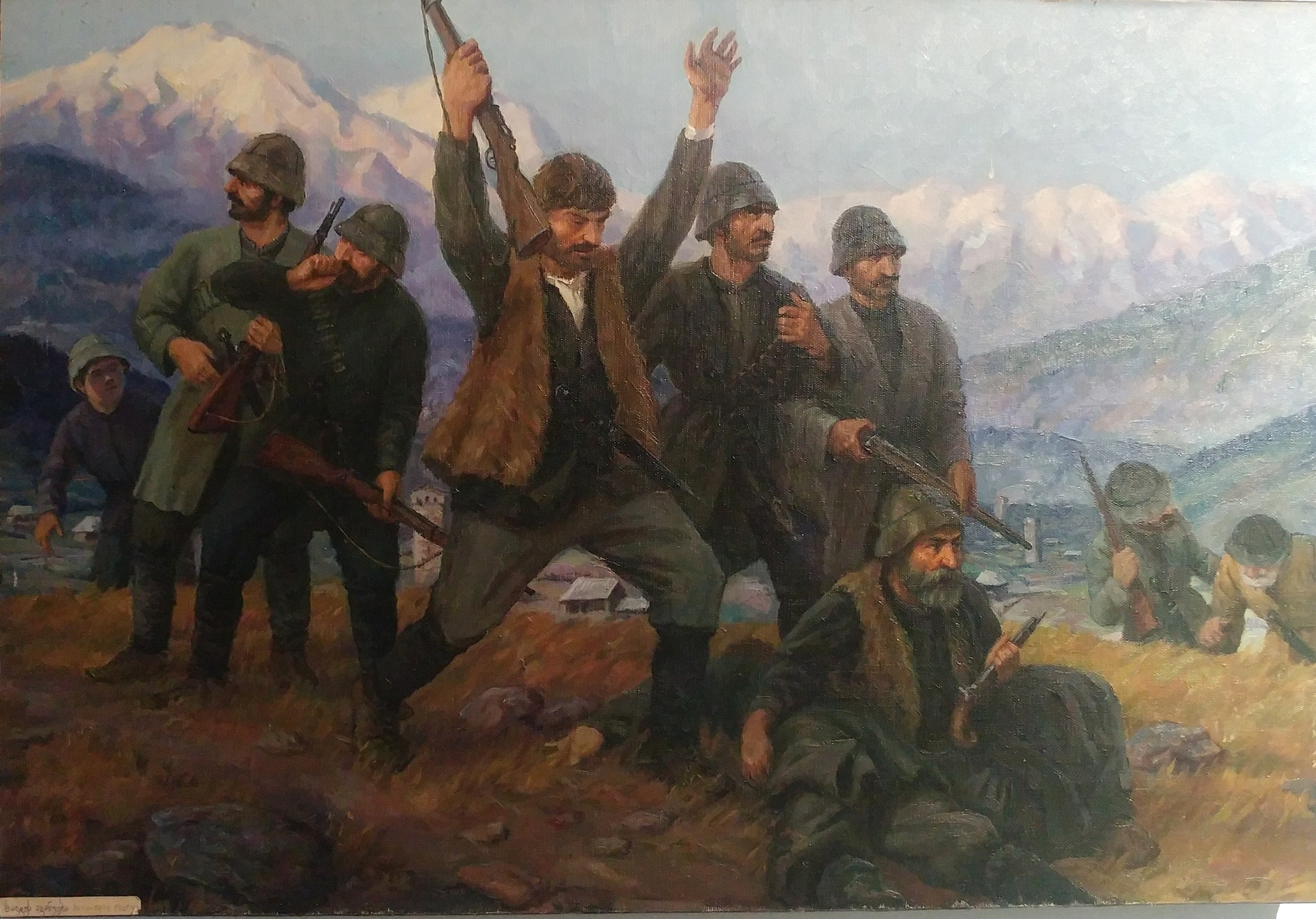
«Восстание 1875 года», картина из Лентехского краеведческого музея

Восстание 1875—1876 годов в Сванетии — серия беспорядков в общинах Вольной Сванетии в 1875 и 1876 годах, которые привели к вводу войск и столкновению с жителями села Халде. Беспорядки начались после того как было объявлено о намерении правительства составить перепись земельной собственности крестьян. С крестьянами удалось договориться, но некоторые участники протеста были арестованы и отправлены в кутаисскую тюрьму. Некоторых подозреваемых сваны отказались выдать, что привело в 1876 году к вводу армии (161-го пехотного полка). В ходе переговоров с жителями села Кала началась перестрелка, которая закончилась разрушением селения.

## Предыстория
Общины Вольной Сванетии приняли подданство Российской империи в 1847 года во время визита полковника Колюбакина. С этого года в регионе появился представитель империи, пристав Микаладзе. Последние две независимые общины, Ленджерская и Латальская, вступили в подданство империи в августе 1853 года, во время визита полковника Ивана Бартоломея.
В июне 1875 года пристав Вольной Сванетии, князь Джорджадзе, объявил сванам, что ему приказано произвести учёт крестьянской земли и что скоро он приступит к этим измерениям. Сваны спросили о целях этого учёта, на что пристав ответил, что так приказано. Это вызвало беспокойства и подозрения, что правительство собирается вводить новые повинности. Некоторые сванские общины, например Мулахская, решили не допускать учёта земли. Было решено подать прошение администрации об отмене учёта в том случае, если он предпринимается для новых повинностей.

## Восстание

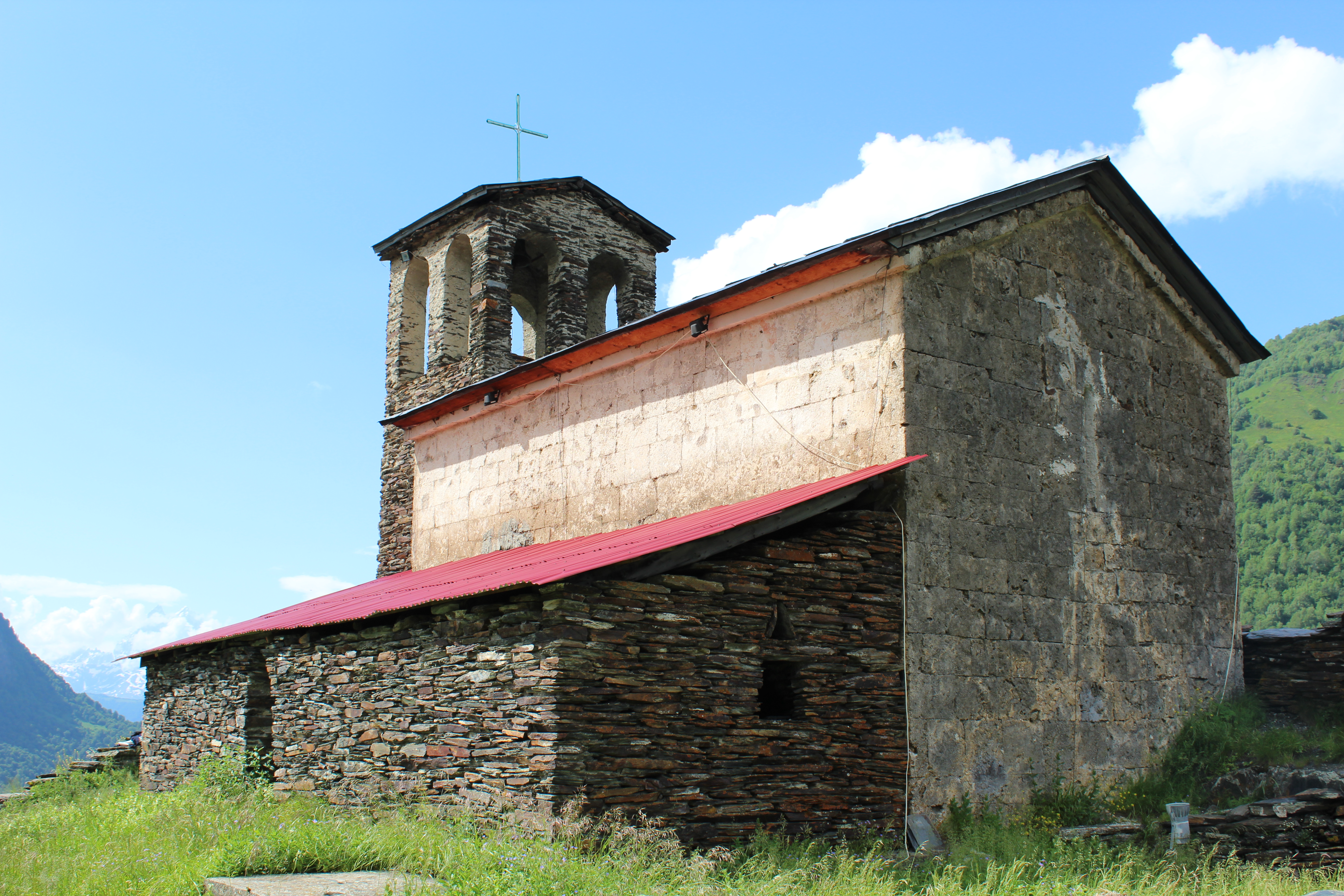
Монастырь Квирике и Ивлиты (Лагурка) в общине Кала.

К решению Мулахской общины присоединились Местийская, Ленджерская, Латальская, Ипарская и Ушгульская общины. Представители общин собрались на сходку в общине Кала у храма Лагурка и принесли присягу на верность принятому решению о сопротивлении. Один из участников, Гинадрукв Гиргвлиани, посоветовал не торопиться и не принимать крайних мер вплоть до точного выяснения намерений администрации. Пристав Джорджадзе узнал о волнениях и уведомил начальника Лечхумского уезда, Гриневского, который передал эти сведения кутаисскому губернатору. Он просил содействия армии, и в июле в Сванетию был послан армейский отряд во главе с генералом Эрастом Цытовичем. Губернатор Малофеев отправился вместе с отрядом.
Власти пообещали повстанцам, что правительство не будет вводить новые налоги или военные повинности. Они смогли нейтрализовать повстанцев и мирно вошли в Сванетию. 16 человек были арестованы и приговорены к нескольким годам тюремного заключения или депортированы из Сванетии за систематическое участие в руководстве над антиправительственными настроениями и участие в последних событиях. Обвинявшимся в подобном Гурмаче Гасвиани, Чаргасу Джохадзе и Ш. Курдиани удалось скрыться. В том же году в кутаисской тюрьме умерли четверо заключённых.
После года бесплодных попыток поймать скрывавшихся обвиняемых власти потребовали от жителей Халде выдать их, в противном случае селу угрожала расправа. Из-за невыполнения ультиматума сотни русских солдат вошли в деревню. Молодые мужчины Халде укрылись в башнях, а остальные жители встретили прибывших военных в центре села. Однако вскоре произошёл нелепый инцидент, закончившийся кровавой стычкой.

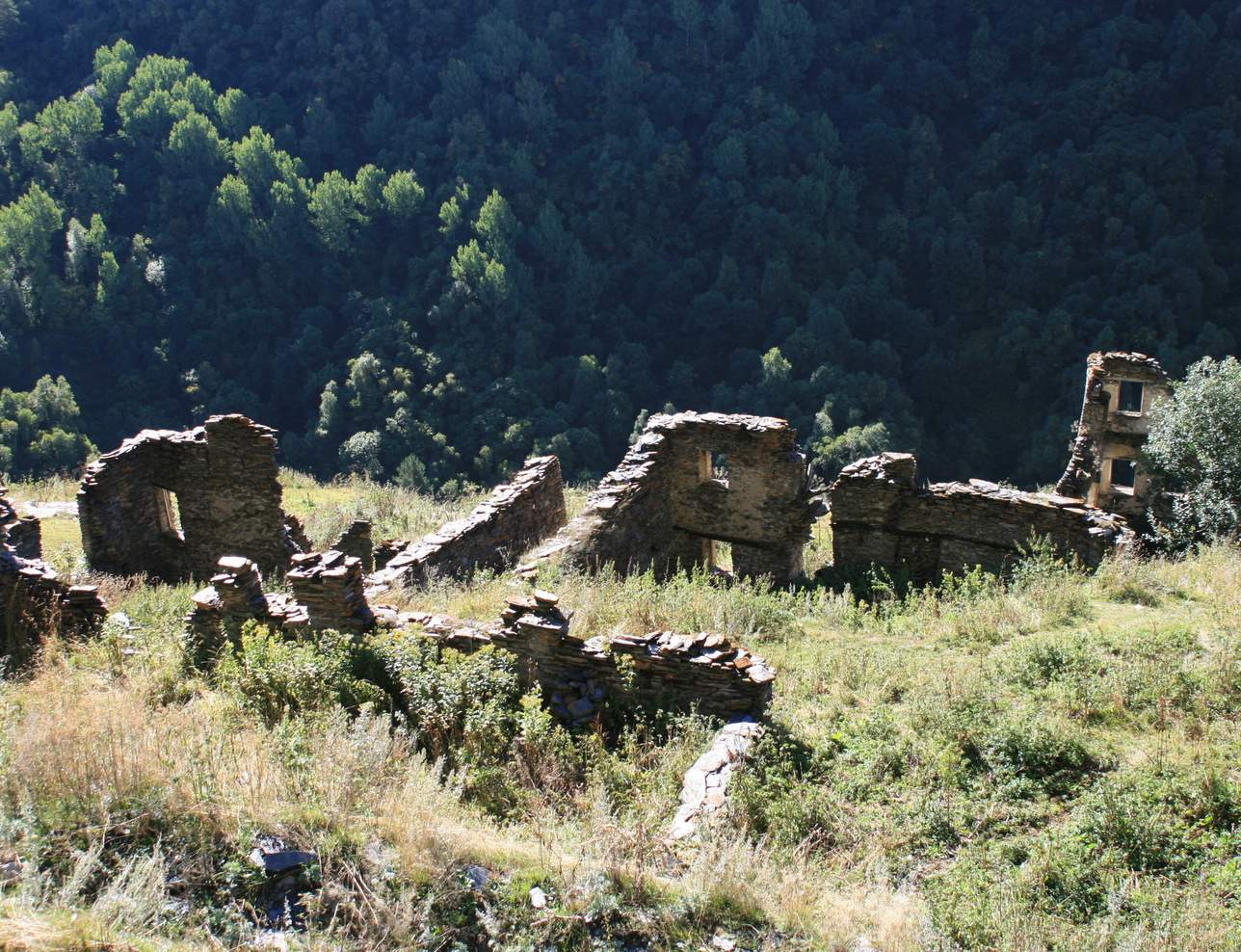
Руины Халде в 2011 году

В связи с тревожной обстановкой в Сванетию была направлена новая военная экспедиция. К рубежам Нижней Сванетии прибыли четыре пехотные роты (около 400 человек) Александропольского 161-го полка, усиленная двумя ротами милиции (грузинского ополчения) Кутаисской губернии при нескольких орудиях  под предводительством генерала Эраста Цытовича. Одновременно были приведены в боевую готовность воинские части Кавказской линии, которые в случае необходимости должны были вторгнуться в Сванетию с севера и запада. Утром 21 августа 1876 года началась атака, которая закончилась 27 августа захватом повстанцев, взятием Халде и полным его уничтожением.